# 해동고등학교
해동고등학교(海東高等學校)는 대한민국 부산광역시 사하구 괴정동에 있는 사립 고등학교이다.

## 학교 연혁
- 1932년 : 부산시(釜山市) 서정(西町)1동 34번지(番地)에 사무소를 설치하여 입정상업학교(3년제)를 개교
- 1937년 : 부산시 서대신동 3가에 신축교를 준공하여 이전
- 1941년 : 부산시 영도구 영선동4가 1만3천평 교지 위에 마련된 근대식 신축공사로 이전
- 1944년 : 입정공업학교를 병설함
- 1946년 4월 8일 : 불교 경남교무학원이 입정상업학교를 인수하여 해동초급중학교를 개교하고 동년 9월 5일 인가를 받아 초대 교장에 김경주 선생 취임
- 1946년 9월 5일 : 재단법인 불교 경남교무원의 명의로 문보 제 갑13호로 해동초급중학교 설립인가
- 1947년 8월 6일 : 문보 209호로써 학교의 명칭 및 수업 연한을 변경하여 6년제 중학교로 인가
- 1951년 1월 1일 : (전신인 입정상업학교 10회 졸업합산)
- 1952년 3월 2일 : 학제변경에 의하여 해동 중. 고등학교로 분리, 해동고등학교 제2회 졸업식 거행, 해동고등학교 초대 교장 최성권 선생 취임
- 1953년 : 문보 제1284호로 해동고등학교 학칙변경인가 학급수 각학년 4학급씩 전학년 12학급 인가
- 1986년 1월 15일 : 신축교사 이전(사하구 괴정동 613번지)
- 1988년 5월 2일 : 학교법인 영축학원 명칭 변경
- 2003년 1월 26일 : 체육관 및 다목적 교실 준공
- 2013년 1월 21일 : 급식실 증축공사 준공
- 2020년 3월 1일 : 고교학점제 선도학교, 온라인콘텐츠 활용 교과서 선도학교 지정
- 2023년 9월 1일 : 제23대 오상현 교장 취임
- 2024년 3월 1일 : 디지털 기반 교육 혁신 선도 학교 지정
- 2024년 3월 4일 : 신입생 입학(144명)
- 2025년 2월 6일 : 제84회 졸업식(졸업생수 145명, 총 졸업생수 30,579명)

## 참고 자료
- 해동고등학교 - 한국교육학술정보원 학교알리미